# Edward Calvin Kendall
Edward Calvin Kendall (South Norwalk, Connecticut, 1886 - Princeton, 1972) fou un químic i professor universitari estatunidenc guardonat amb el Premi Nobel de Medicina o Fisiologia.

## Biografia
Va néixer el 8 de març de 1886 a la ciutat de South Norwalk, població situada a l'estat nord-americà de Connecticut. Va estudiar química a la Universitat de Colúmbia, on es graduà el 1908 i doctorà el 1910. Després de treballar un any a l'empresa "Parke, Davis and Company" com a químic investigador entre 1911 i 1914 treballà a l'Hospital St. Luke de Nova York, esdevenint aquest últim any professor de bioquímica a la Universitat de Minnesota i cap de la Clínica Mayo de Rochester.
Va morir el 4 de maig de 1972 a la seva residència de Princeton, situada a l'estat de Nova Jersey.

## Recerca científica
L'any 1919 va aconseguir aïllar en forma cristal·lina l'hormona principal de la glàndula tiroide, que anomenà tiroxina. Així mateix, durant la seva estada a la Clínica Mayo va aconseguir desxifrar l'estructura i els efectes biològics de l'hormona del còrtex suprarenal en el tractament de l'artritis. Així mateix se'l considera el descobridor de la cortisona.
L'any 1950 fou guardonat, juntament amb Tadeus Reichstein i Philip Showalter Hench, amb el Premi Nobel de Medicina o Fisiologia pels seus estudis sobre les glàndula suprarrenal i el descobriment de la cortisona.